# Federspitzzirkel

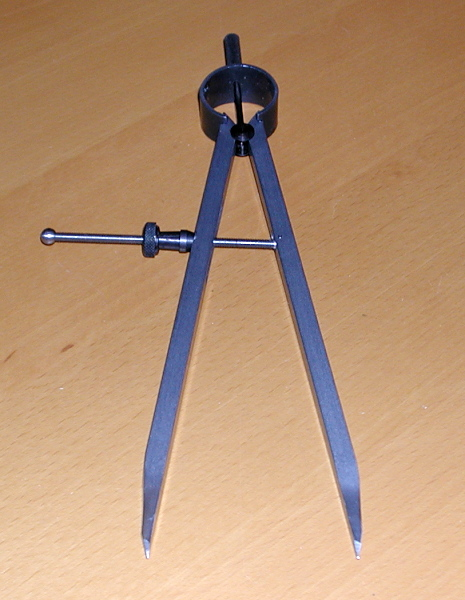
Federspitzzirkel

Federspitzzirkel sind Prüfgeräte der Metallbearbeitung aus Stahl. Sie dienen als Messwerkzeuge von Abständen und Bohrungen. Neben der Metallbearbeitung wird der Federspitzzirkel auch beim Drechseln von Holz als Messwerkzeug benutzt.